# Uriah Forrest
Uriah Forrest (ur. 1756, zm. 6 lipca 1805) – amerykański polityk.
W latach 1793–1794 podczas trzeciej kadencji Kongresu Stanów Zjednoczonych był przedstawicielem trzeciego okręgu wyborczego w stanie Maryland w Izbie Reprezentantów Stanów Zjednoczonych.